# Getreidegasse (Salzburg)
Getreidegasse (Korngade) er en af de ældste gader i den gamle bydel af Salzburg i Østrig. Gaden er i dag en travl handelsgade og er udlagt som fodgængerzone.
Getreidegasse nummer 9 er huset hvor Wolfgang Amadeus Mozart blev født, og hvor han boede til han var 17 år gammel. I dag rummer huset bl.a. Mozart Museum.
Gaden hed oprindeligt Trabegasse (Travegade), et navn der har været ændret adskillige gange inden det blev til Getreidegasse. De fleste af butiksejerne har smedejernsskilte hængende fra bygningerne for at reklamere for deres butik.